# Die Hinterlassenschaft des Bruno Stefanini
Die Hinterlassenschaft des Bruno Stefanini ist ein Dokumentarfilm des schweizerischen Regisseurs Thomas Haemmerli, der das Leben des Sammlers und Immobilienunternehmers Bruno Stefanini vor dem Hintergrund der schweizerischen Sozialgeschichte erzählt.

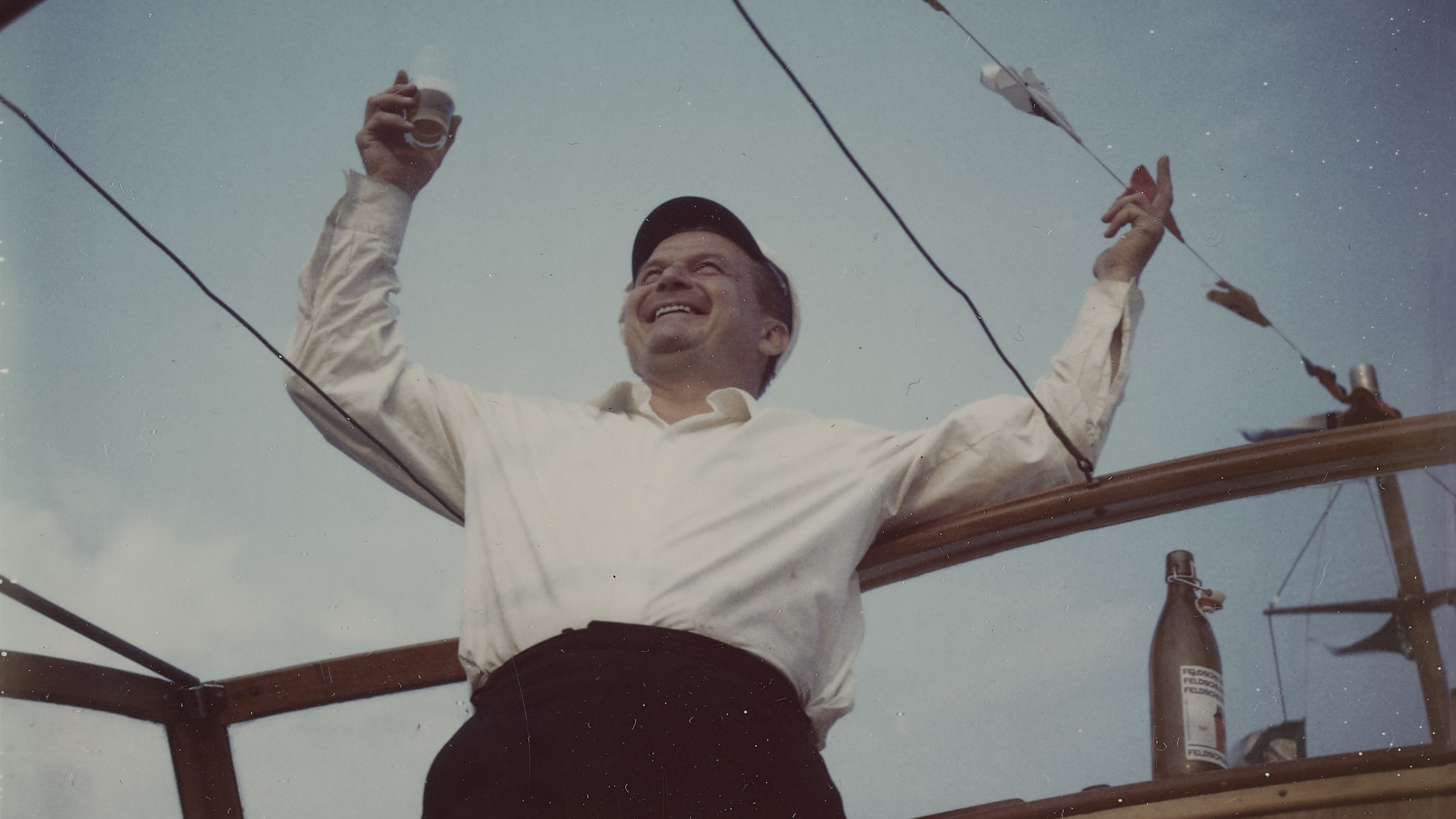
Bruno Stefanini auf seinem Motorboot auf dem Bodensee (1980)

## Handlung
Der Film erzählt, wie sich Bruno Stefanini, der 1924 in Winterthur geborene Sohn eines italienischen Einwanderers und einer Glarnerin, gegen Widerstände nach oben arbeitet. Stefanini verschreibt sich im Bauboom der 1960er Jahre dem seriellen Bauen und erstellt Blöcke und Hochhäuser. In Winterthur kauft er grosse Teile der Altstadt auf, wobei er die Altbauten nie saniert. Über die Jahre schafft er sich ein Milliardenimperium.
Dann verlegt er sich zunehmend aufs Sammeln, mit der Idee, eines Tages ein populäres Museum einzurichten. Er sammelt Militaria von Hellebarden, über Seeminen bis zu Panzern. Er sammelt Gegenstände historischer Persönlichkeiten, etwa von General Henri Guisan, Kaiserin Sissi oder Napoleon. Und er erwirbt figurative Malerei von Schweizer Künstlern wie Albert Anker, Ferdinand Hodler oder Félix Vallotton sowie Skulpturen mit einem Schwergewicht auf die Arbeiten von Hansjörg Limbach.
Für das Museumsprojekt erwirbt er die Schlösser Grandson, Salenstein, die Luxburg und das Schloss Brestenberg. Bei letzterem baute er einen mehrstöckigen Atombunker mit Hallen im Umfang von 14’000 Quadratmetern. Wegen Problemen mit der Politik streicht er das Projekt aber wieder.
In Winterthur erwirbt Stefanini das leerstehende Sulzer-Hochhaus, dessen Atombunker er mit Sammlungsgut füllt. 2004 wird das Hochhaus besetzt, wobei Stefanini selber mit den Besetzern verhandelt und mit seiner Offizierspistole in den Bunkeranlagen übernachtet. 1980 gründet er für seine Sammlungen und das Museumsprojekt die Stiftung für Kunst, Kultur und Geschichte (SKKG), die heute von seiner Tochter Bettina Stefanini geleitet wird.

## Kritik und Zitate
«In seinem quirligen, mit flapsigem Humor erzählten Dokfilm gewährt Thomas Haemmerli anhand dieses exzentrischen Zeitgenossen aber auch spannende Einblicke in die Bau-, Polit- und Sittengeschichte der helvetischen Wirtschaftswunderjahre und danach.»

«Dieser Film vereint Dokumentation und Unterhaltung und erzählt eindrucksvoll die Geschichte einer aussergewöhnlichen Biografie. Stefaninis Leben zeigt kontroverse Aspekte, die für unsere Zeit hochaktuell sind – einerseits die Bedeutung der individuellen Biografie in der Geschichte, andererseits der Wunsch nach einem Vermächtnis fürs Kollektiv»

## Auszeichnungen & Festivals
Der Film war 2025 der Eröffnungsfilm der Solothurner Filmtage, wo er in der Kategorie «Prix du Public» lief.